# Saara Loikkanen
Saara Hannele Loikkanen Esko (Savonlinna, 31 maggio 1980) è un'ex pallavolista finlandese.
Gioca nel ruolo di schiacciatrice nel Vammalan.

## Carriera
La carriera professionistica di Saara Loikkanen, sposata con il pallavolista Mikko Esko, comincia nel 1996, quando entra a far parte della squadra dell'Oriveden Ponnistus, militante nel massimo campionato finlandese, dove resta per due stagioni, vincendo uno scudetto e due Coppe di Finlandia. Nella stagione 1998-99 viene ingaggiata dall'Euran Raiku, con cui vince un altro campionato; sono questi gli anni in cui riceve le prime convocazioni nella nazionale finlandese, con la quale non raggiungerà mai alcun traguardo rilevante.
Dopo aver militato nel VC Somero e nel Pieksämäki, nella stagione 2001-02 passa alla squadra tedesca dell'Ulm, dove resta per tre stagioni, vincendo un campionato ed una coppa nazionale. Nell'annata 2004-05 è nella squadra belga del Datovoc Tongeren, con la quale vince campionato e Coppa del Belgio.
Nella stagione 2005-06 si trasferisce in Italia per giocare nel Club Padova, in Serie A1; nella stagione successiva passa al Busto Arsizio, in Serie A2, dove resta per tre stagioni, guadagnando, nella prima annata, la promozione nel massimo campionato.
Nella stagione 2009-10 viene ingaggiata dall'Universal Carpi, in Serie A2, con la quale conquista una nuova promozione in Serie A1: a termine campionato però decide di ritirarsi dall'attività agonistica.
Nella stagione 2015-16 torna sui propri passi rientrando in campo nella Lentopallon Mestaruusliiga finlandese con il Vampula, ma l'avventura si conclude anzitempo nel gennaio 2016, dopo sole quattro partite, a causa di un infortunio al ginocchio sinistro che la porta ad abbandonare nuovamente la pallavolo.
Nel 2018, dopo due anni di inattività, ritorna nuovamente in campo accettando la proposta del Vammalan (nella cui formazione maschile gioca il marito), militante in Lentopallon 2-sarja, la terza serie nazionale finlandese; le buone prestazione convincono il tecnico della Finlandia Tapio Kangasniemi a convocarla in nazionale in occasione delle qualificazioni agli europei 2019, centrando l'obiettivo che mancava alla selezione scandinava dal 1989; nell'estate 2019 prende parte alla rassegna continentale. 

## Palmarès

### Club
- Campionato finlandese: 2

1996-97, 1998-99
- Campionato tedesco: 1

2002-03
- Campionato belga: 1

2004-05
- Coppa di Finlandia: 1

1996, 1997
- Coppa di Germania: 1

2002-03
- Coppa del Belgio: 1

2004-05